# Hyperactivité vésicale
Wikipédia ne donne pas d'avis médical : seul un professionnel (médecin, pharmacien, etc.) est habilité à le faire.
L' hyperactivité vésicale (ou vessie hyperactive, VH) est un symptôme urologique affectant la miction. Elle se caractérise par une sensation de miction impérieuse (sensation « d'urgence »), avec ou sans incontinence urinaire, associée à une pollakiurie diurne (> 8 épisodes) et à une nycturie (> 1 épisode).
Ce symptôme affecte la qualité de vie des patients, à la fois physiologiquement et psychologiquement. Elle dérange les activités quotidiennes, elle affecte la qualité du sommeil, elle peut abaisser l’estime de soi, ainsi que le profil psychologique et sexuel des patients.
Les médicaments parasympatholytiques ou anticholinergiques sont indiqués pour l'hyperactivité vésicale.